# Райхлин, Фридрих Меерович
Фри́дрих Ме́ерович Ра́йхлин (род. 1938) — российский кораблестроитель.

## Биография
В 1967 году окончил Ленинградский кораблестроительный институт.
С 1967 работает на Ленинградском судостроительном заводе им. Жданова.
C 1968 года — строитель по корпусной части.
C 1970 года — старший строитель завода.
С 1984 года — главный строитель.
Полная биография Ф. М. Райхлина напечатана в биографическом словаре «Знаменитые люди Санкт-Петербурга».

## Проекты
- Строил паромы — «Андрей Коробицын», «Шуя», «Юрюзань».
- Был ответственным сдатчиком многих судов — «Старый большевик», «Димбовита», «Салаж», «Насауд», «Комсомолец Спасска», «Комсомолец Грузии», «Иван Скуридин», «Юрий Смирнов», «Борис Бувин», «Марьян», «Вера Хоружая», «Алекса Дундич», «Николай Пржевальский» и ряда научно-исследовательских судов — «Космонавт Владислав Волков», «Космонавт Георгий Добровольский».
- В 1992 году сдал судно «Павловск».
- В 1993 году построил два корпуса буксира-толкача для Голландии.
- С 2000 по 2003 годы сдал четыре судна типа «река-море». После этого занимался модернизацией и сдачей судна специального назначения «Россия».
- В 2006 году строил два корпуса судна для снабжения нефтяных платформ для Норвегии.
- В настоящее время занимается строительством ещё одного корпуса снабженца для Норвегии.